# E-ZPass
E-ZPass 인터에이전시 그룹(E-ZPass Interagency Group, E-ZPass 그룹 상호 및 E-ZPass 제품 브랜드)은 미국 동부 지역의 유료 도로, 유료 교량, 유료 터널에서 사용되는 전자 요금 징수 시스템이다. 이 그룹 자체는 여러 주의 회원 기관으로 구성되어 있으며, 이들은 동일한 기술을 공유하고 여행자들이 네트워크 전체의 유료 시설에서 동일한 트랜스폰더를 사용할 수 있도록 한다. 이 시스템은 1987년에 만들어졌으며, 그 이후 여러 주의 호환 가능한 시스템들이 E-ZPass로 브랜드명을 변경했다. 전국적인 상호 운용성을 위한 협상이 진행 중이다.

## 기능

### 기술

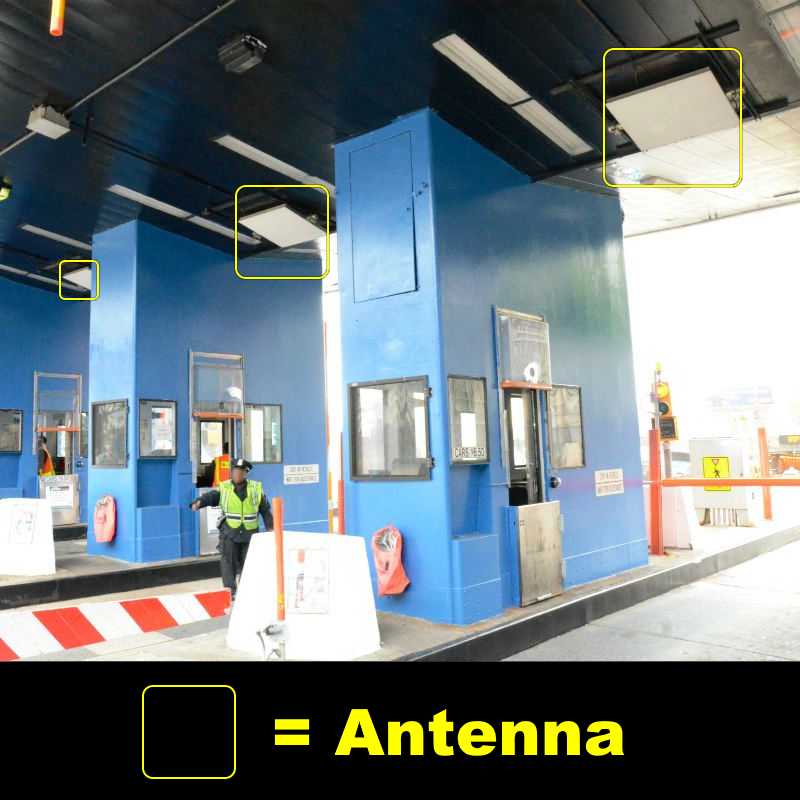
뉴욕의 E-ZPass 톨 부스, 노란색 상자로 강조된 송신 안테나

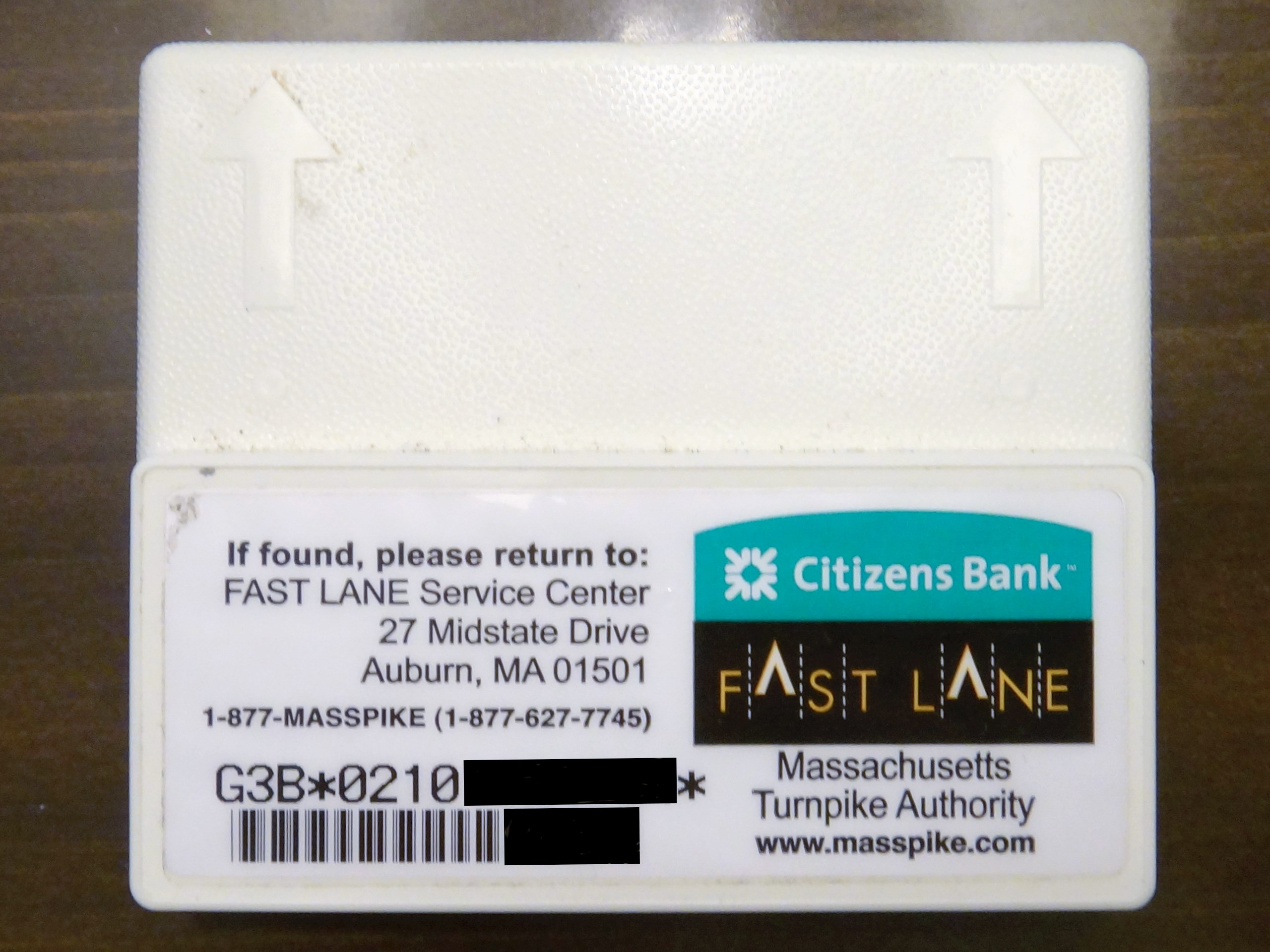
매사추세츠 고속도로 관리국에서 E-ZPass 호환 패스트 레인 시스템 및 E-ZPass를 사용하는 다른 도로에서 사용하도록 배포한 E-ZPass 시스템 트랜스폰더 장치(태그 또는 팩이라고도 함).

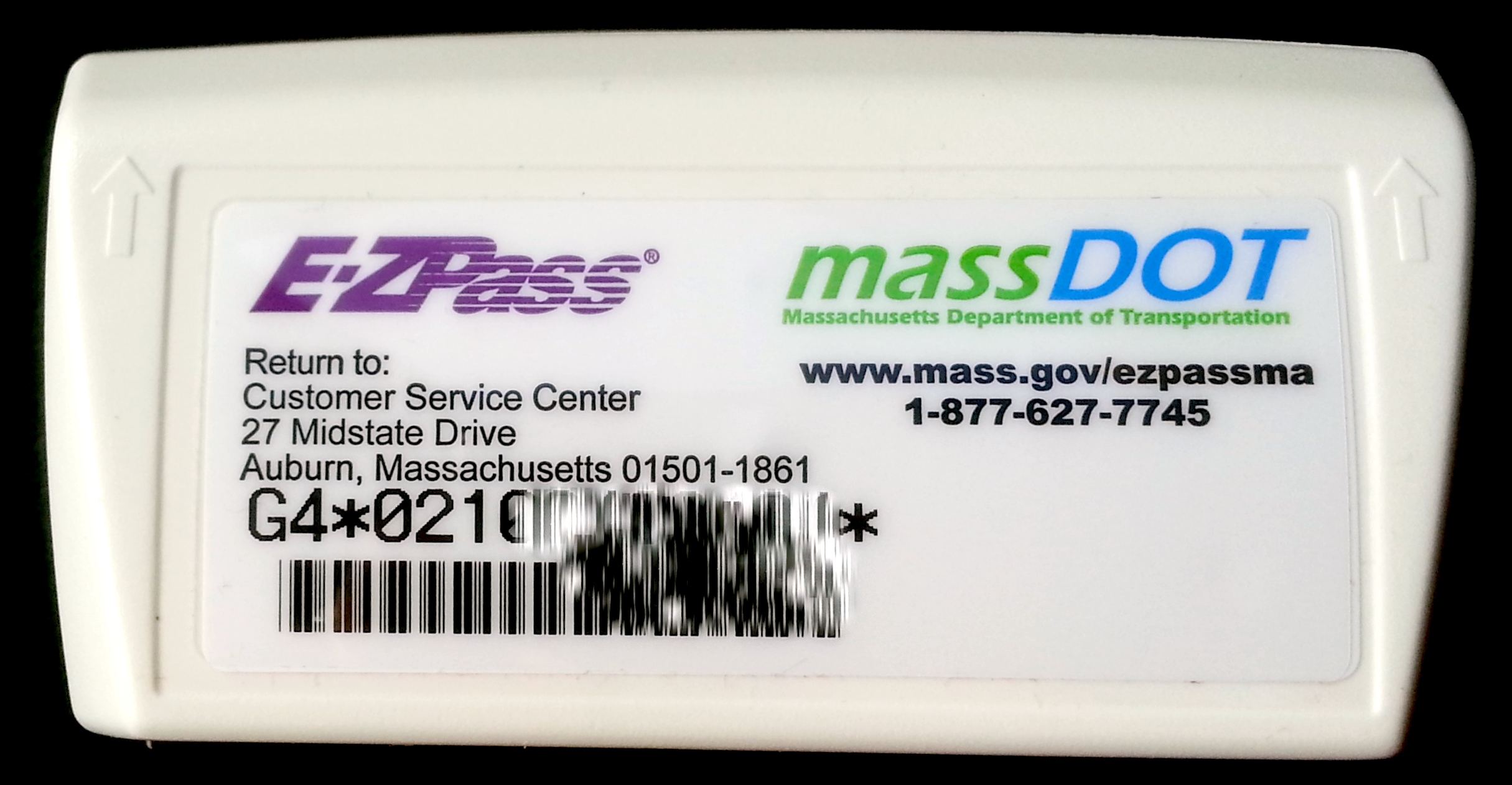
캡슈에서 제조한 매사추세츠 교통국용 새로운 G4 스타일 E-ZPass 트랜스폰더

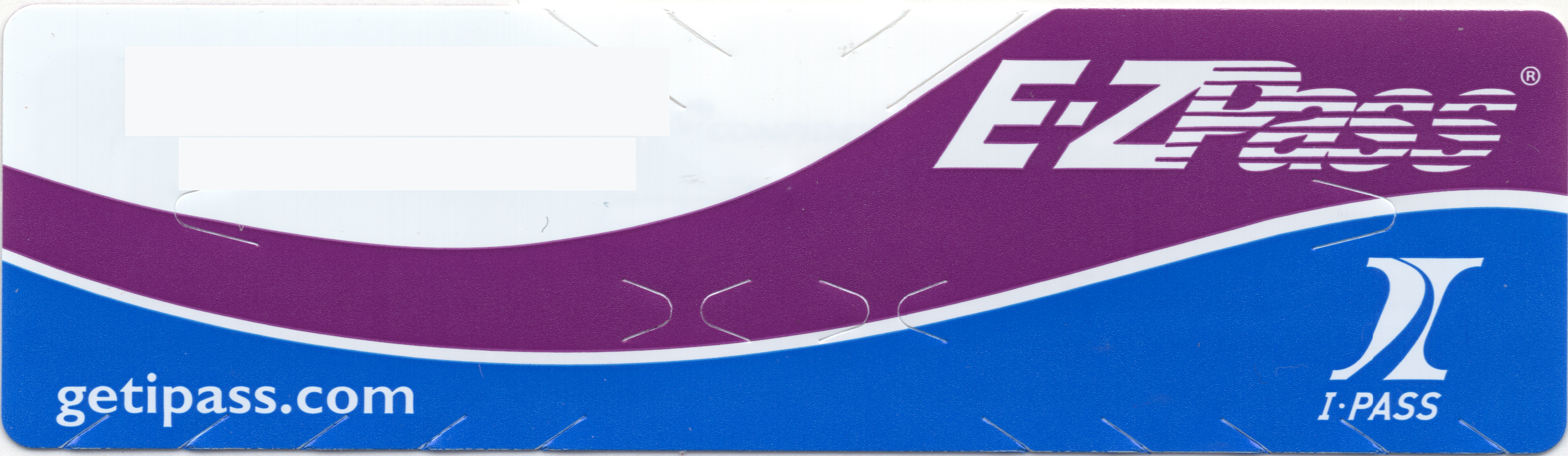
일리노이 주 유료 고속도로 관리국은 2024년에 I-Pass용 기존 트랜스폰더 장치를 스티커 트랜스폰더로 교체했는데, 이는 전원이 필요 없고 부착된 차량의 윈드실드에 영구적이다 (이전 트랜스폰더는 계속 발행되며 2030년대 만료 시까지 사용할 수 있으며, 대형 차량은 당분간 교체를 위해 기존 트랜스폰더를 계속 사용할 것이다).

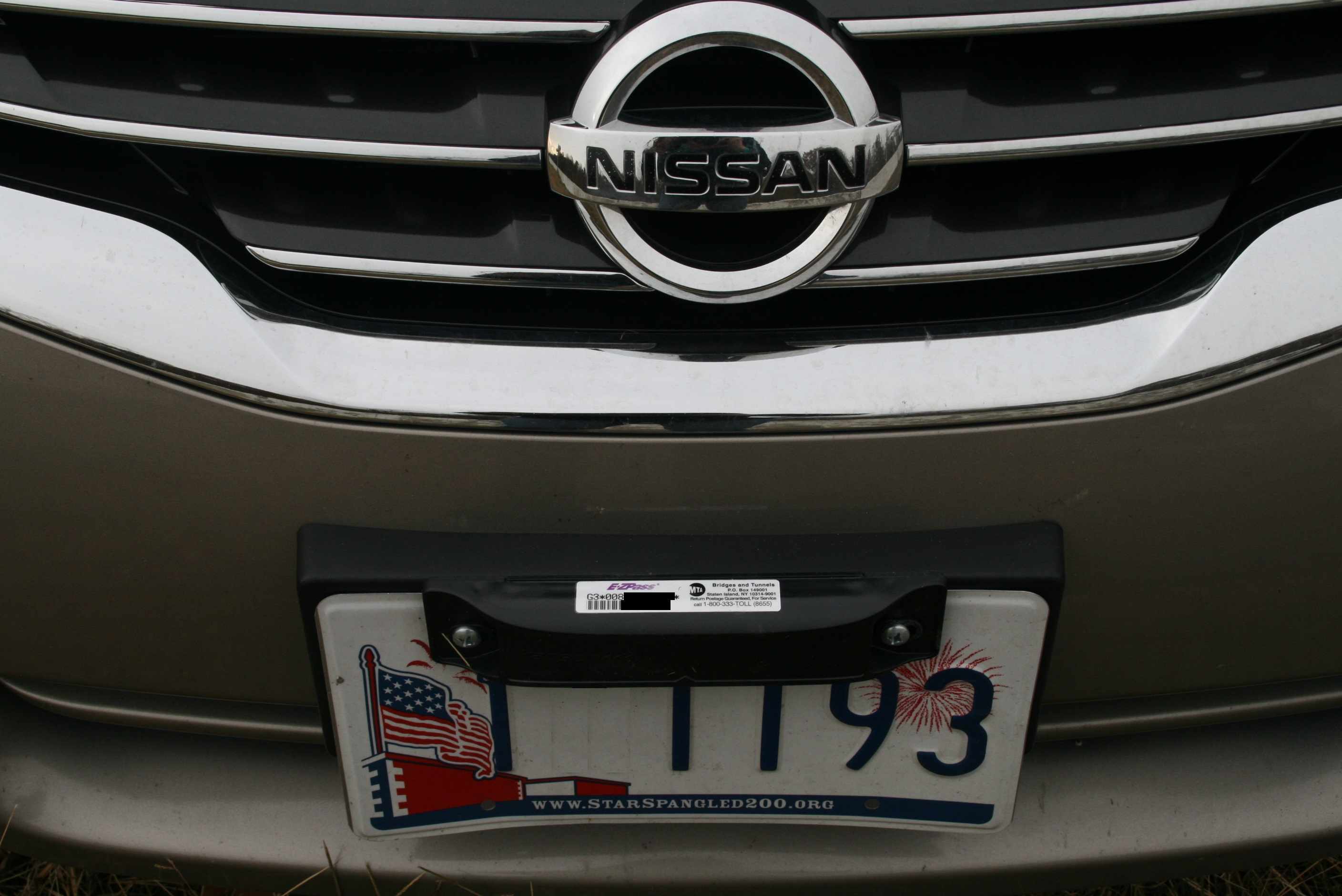
E-ZPass 외부 번호판 장착 트랜스폰더

E-ZPass 태그는 활성 RFID 트랜스폰더로, 역사적으로는 경쟁 입찰 계약에 따라 캡슈 트래픽콤 (구 Mark IV Industries Corp—IVHS Division)에서 제작되었다. 이들은 고유한 무선 신호를 전송하여 차선 기반 또는 자유 통행 요금 징수 차선에 내장된 판독기 장비와 통신한다. 가장 일반적인 태그 유형은 차량 윈드실드 안쪽에 백미러 근처에 장착할 수 있는 내부 태그이다. 요금 징수 기관은 장착 스트립(일반적으로 3M의 스코치 브랜드 "듀얼 록" 패스너)을 사용하여 윈드실드에 부착할 것을 권장하지만, 여러 차량에서 일시적으로 패스를 윈드실드에 부착하기 위한 흡착 컵이 있는 트레이를 사용하는 타사 옵션도 사용할 수 있다. 일부 차량에는 RF 신호를 차단하는 윈드실드가 있다. 이러한 차량, 역사적 차량 및 미적인 이유로 외부 태그가 제공되며, 일반적으로 차량의 앞 번호판 장착 지점에 부착하도록 설계되었다.
태그는 모터사이클과 함께 사용할 수 있지만, 자전거 디자인의 수많은 변형과 모터사이클 윈드실드의 작은 면적 때문에 트랜스폰더를 자동차 지침에 따라 부착할 경우 방해가 될 수 있어 일반적으로 장착에 대한 공식 지침은 제공되지 않는다. 필요한 경우 트랜스폰더를 셔츠나 재킷 주머니에 넣을 수 있다.
E-ZPass 트랜스폰더는 요금소에 설치된 판독기에서 방송되는 신호를 수신하여 작동한다. 이 915 MHz 신호는 256비트 패킷으로 TDM (구 IAG) 프로토콜을 사용하여 500 kbit/s로 전송된다. 트랜스폰더는 활성 유형 II 읽기/쓰기 기술을 사용한다. 2013년 4월, 캡슈 (Mark IV Industries 인수자)는 이 프로토콜을 모든 관심 있는 당사자에게 영구적으로 로열티 없이 제공하고 서브라이선스 권한을 부여했다. 트랜스폰더는 약 10년간 지속되도록 설계된 배터리로 구동된다.

### 결제 및 태그 종류
일부 E-ZPass 차선은 수동 요금 징수 차선이 전환된 것으로, 안전상의 이유로 상당히 낮은 속도 제한(일반적으로 5 and 15 마일 매 시 (8 and 24 km/h))이 적용된다. 이는 E-ZPass 차량이 현금 요금을 지불하기 위해 정차한 차량과 안전하게 합류하고, 경우에 따라서는 요금소 직원이 E-ZPass 차선을 안전하게 건너 현금 지불을 받는 부스로 이동할 수 있도록 하기 위함이다. 그러나 일부 지역(일반적으로 최근에 건설되거나 개조된 시설)에서는 속도를 늦출 필요가 없는데, E-ZPass 사용자가 요금소 차선과 물리적으로 분리된 전용 교통 차선("익스프레스 E-ZPass" 또는 "자유 통행 시스템")을 이용할 수 있기 때문이다. 예시는 다음과 같다. 
- 델라웨어 주도 제1호선
- 델라웨어 워터 갭 유료 교량
- 햄프턴 메인 톨 플라자 주간고속도로 제95호선 뉴햄프셔주
- 훅셋 메인 톨 플라자 주간고속도로 제93호선 뉴햄프셔주
- 주간고속도로 제78호선 유료 교량
- 메인 고속도로의 요크, 뉴 글루체스터, 웨스트 가디너 본선 요금소 및 스카버러 (44번 출구)와 가디너 (103번 출구) 분기점 주간고속도로 제295호선
- 뉴어크 톨 플라자 델라웨어 고속도로[6]
- 포카혼타스 파크웨이 버지니아
- 애틀랜틱시티 익스프레스웨이
- 495 익스프레스 레인스
- 395-95 익스프레스 레인스
- 뉴저지 고속도로의 네 곳: 델라웨어 메모리얼 브리지 (1번 출구) 근처, 18 W번 출구 근처, 18 E번 출구 근처, 펜실베이니아 고속도로 (6번 출구)로 연결되는 진주만 기념 확장 도로
- 가든 스테이트 파크웨이
- 오하이오 고속도로 (본선 요금소 재건축 2024년 4월 10일 완료)[7][8]

E-ZPass 시스템의 다른 도로들은 요금소를 완전히 없애고 전전자 요금 징수 시스템으로 전환했다. 차량이 정상 속도로 요금 징수 갠트리 아래를 지나갈 때, E-ZPass 트랜스폰더를 통해 요금을 징수하거나 자동 번호판 인식을 통해 차량 소유자에게 청구한다. 예시는 다음과 같다.
- 덜레스 유료 도로
- 일리노이 톨웨이 시스템
- 메릴랜드 주도 제200호선
- 매사추세츠 고속도로, 캘러핸 및 섬너 터널, 테드 윌리엄스 터널, 토빈 브리지
- 뉴욕 주 고속도로[9]
- 펜실베이니아 고속도로
- 스폴딩 고속도로
- 델라웨어의 미국 국도 제301호선

각 E-ZPass 태그는 특정 종류의 차량에 맞춰 특별히 프로그래밍된다. 유효하게 작동하는 태그는 어떤 E-ZPass 요금 차선에서든 읽히고 받아들여지지만, 태그에 프로그래밍된 차량 종류가 실제 차량과 일치하지 않으면 잘못된 요금이 부과된다. 특히 낮은 종류(예: 승용차) 태그가 버스나 트럭과 같은 높은 종류의 차량에서 사용되는 경우 태그 소유자에게 위반 및 상당한 벌금이 부과될 수 있다. 이를 피하기 위해 상업용 차량용 E-ZPass 태그는 파란색으로, 일반 승용차에 할당된 흰색 태그와 대비된다. 파란색 E-ZPass는 정부 직원 차량에도 사용된다. 뉴욕에서는 비상 차량과 메트로폴리탄 트랜스포테이션 오소리티, 뉴욕 뉴저지 항만공사, 뉴욕 주 고속도로 관리국 직원에게 주황색 E-ZPass 태그가 발행된다. 뉴욕은 또한 자격 있는 저공해 및 무공해 차량에 녹색 E-ZPass 태그(및 10% 통행료 할인 계획)를 제공한다.
상호 운용성을 위해 모든 기관은 보안 네트워크("상호 네트워크")로 서로 연결되어 있다. 이 네트워크는 다양한 기관 간에 태그 데이터를 교환하고 통행료 거래를 처리하는 수단을 제공한다. 태그 데이터는 기관 간에 매일 밤 교환된다. 이 데이터는 단위가 발행된 기본 네트워크(예: 뉴욕 주 고속도로 또는 일리노이 톨웨이 시스템)에서는 최대 24시간이 걸릴 수 있지만, 다른 네트워크에서는 최대 72시간까지 지연될 수 있다.

### 만료
2022년 기준 다음은 비활동으로 인해 E-ZPass 계정이 만료되는 주들의 부분 목록이다.
- 뉴햄프셔주: 24개월[13]
- 노스캐롤라이나주: 24개월 후에는 월 1달러를 청구하기 시작하고 잔액이 소진되면 계정을 폐쇄한다.[14]
- 버지니아주: 12개월[15][16][17][18]

### 소매점 판매

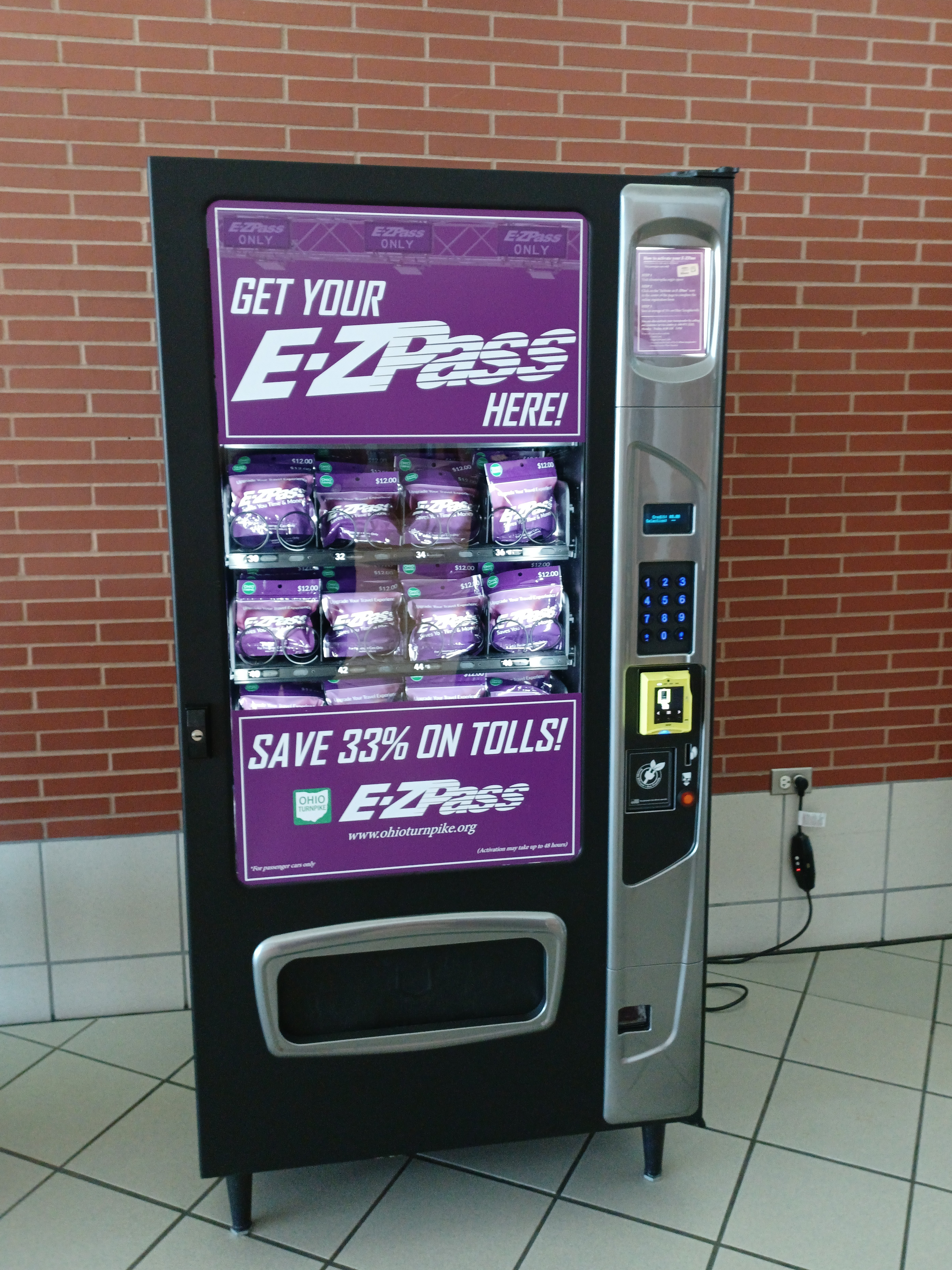
오하이오 고속도로 휴게소의 E-ZPass 자동 판매기

일부 발행 기관은 소매 (상업) 환경(예: 슈퍼마켓 또는 약학 서비스 데스크)에서 즉시 유효한 선불 통행료가 로드된 E-ZPass 트랜스폰더 패키지를 판매한다. 잔액의 일부는 즉시 사용 가능하며, 고객은 E-ZPass를 처음 사용한 후 며칠 이내에 발행 E-ZPass 기관에 트랜스폰더를 등록하면 나머지 잔액을 사용할 수 있다.

### 사용량
뉴욕 뉴저지 항만공사에 따르면, 2016년 전체 기간 동안 6개의 교량과 터널을 통과하는 차량의 83.4%가 통행료 지불에 E-ZPass를 사용했다. 2020년 현재, 펜실베이니아 고속도로를 따라 운행하는 차량의 약 86%가 통행료 지불에 E-ZPass를 사용한다. 뉴저지 고속도로 관리국에 따르면, 뉴저지 고속도로와 가든 스테이트 파크웨이의 차량 중 약 90%가 E-ZPass를 사용한다.

## 역사

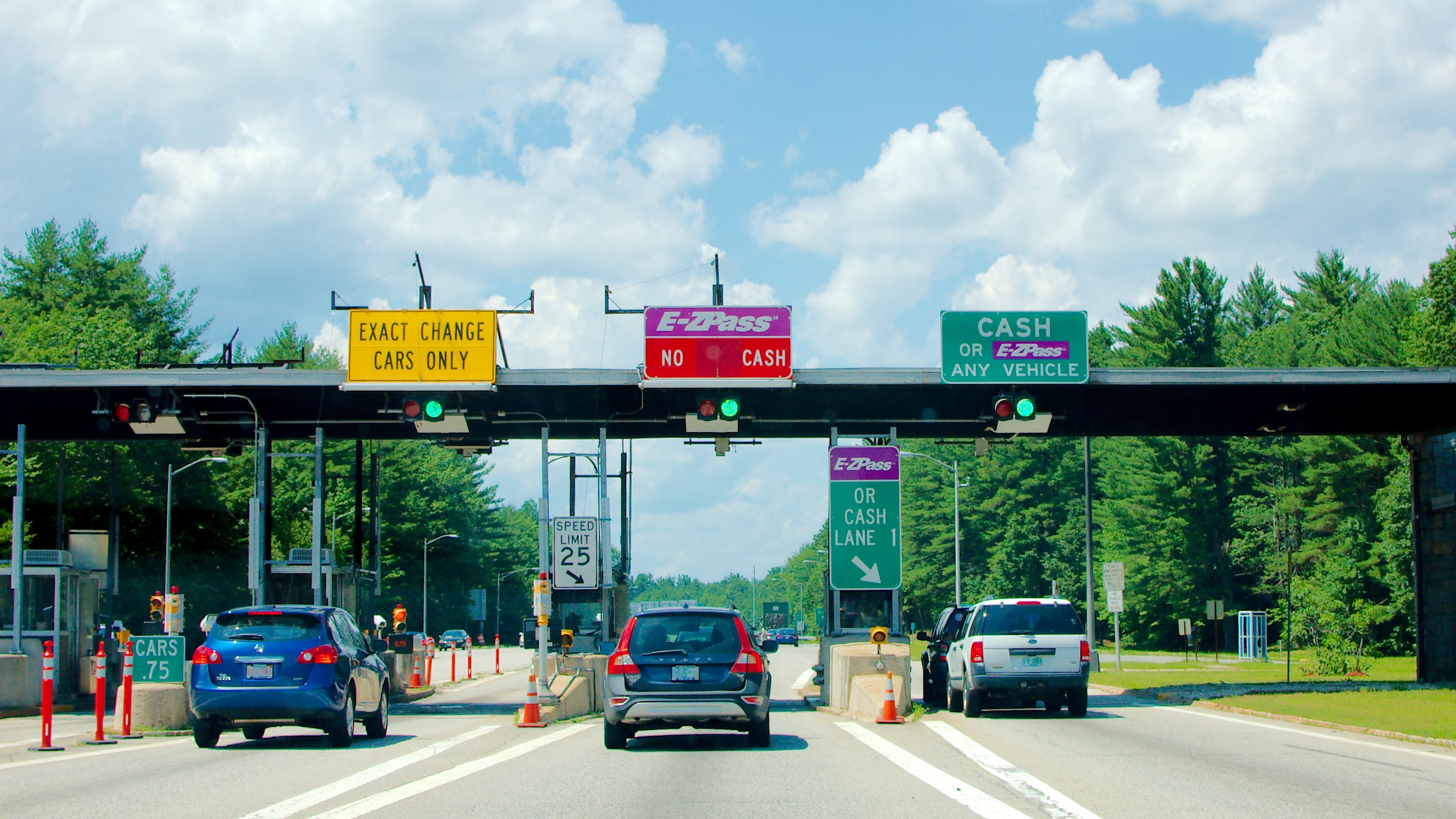
로체스터 (뉴햄프셔주) 근처의 E-ZPass 광장으로, 동전 투입 바구니(왼쪽)와 기존 요금소(오른쪽)를 사용한다.

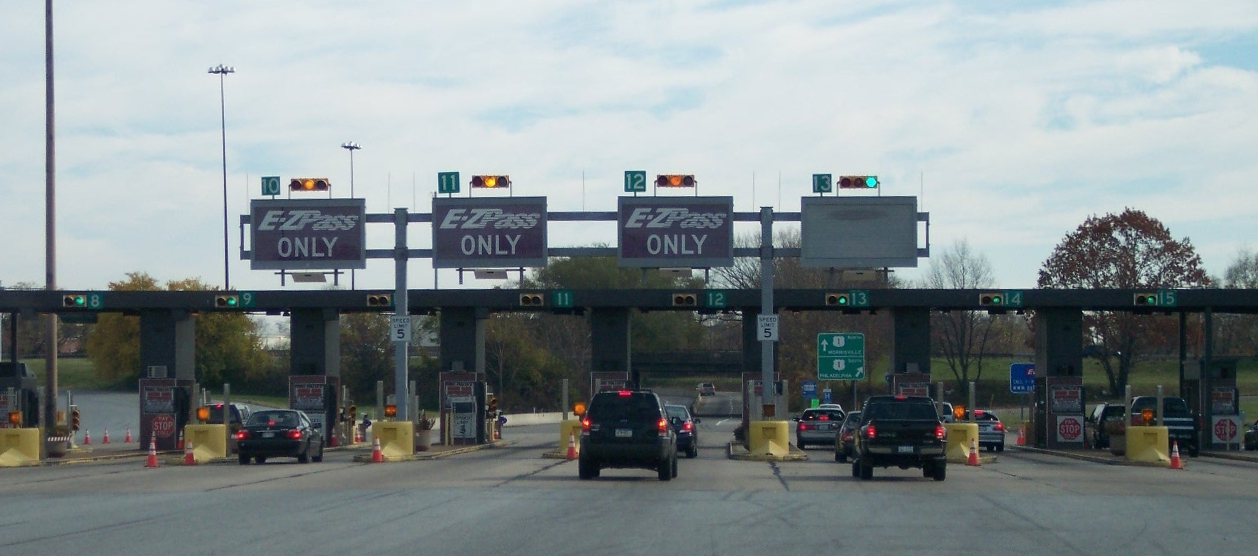
펜실베이니아주 벤살렘 타운십 펜실베이니아 고속도로에 있는 E-ZPass 차선이 있는 톨 플라자

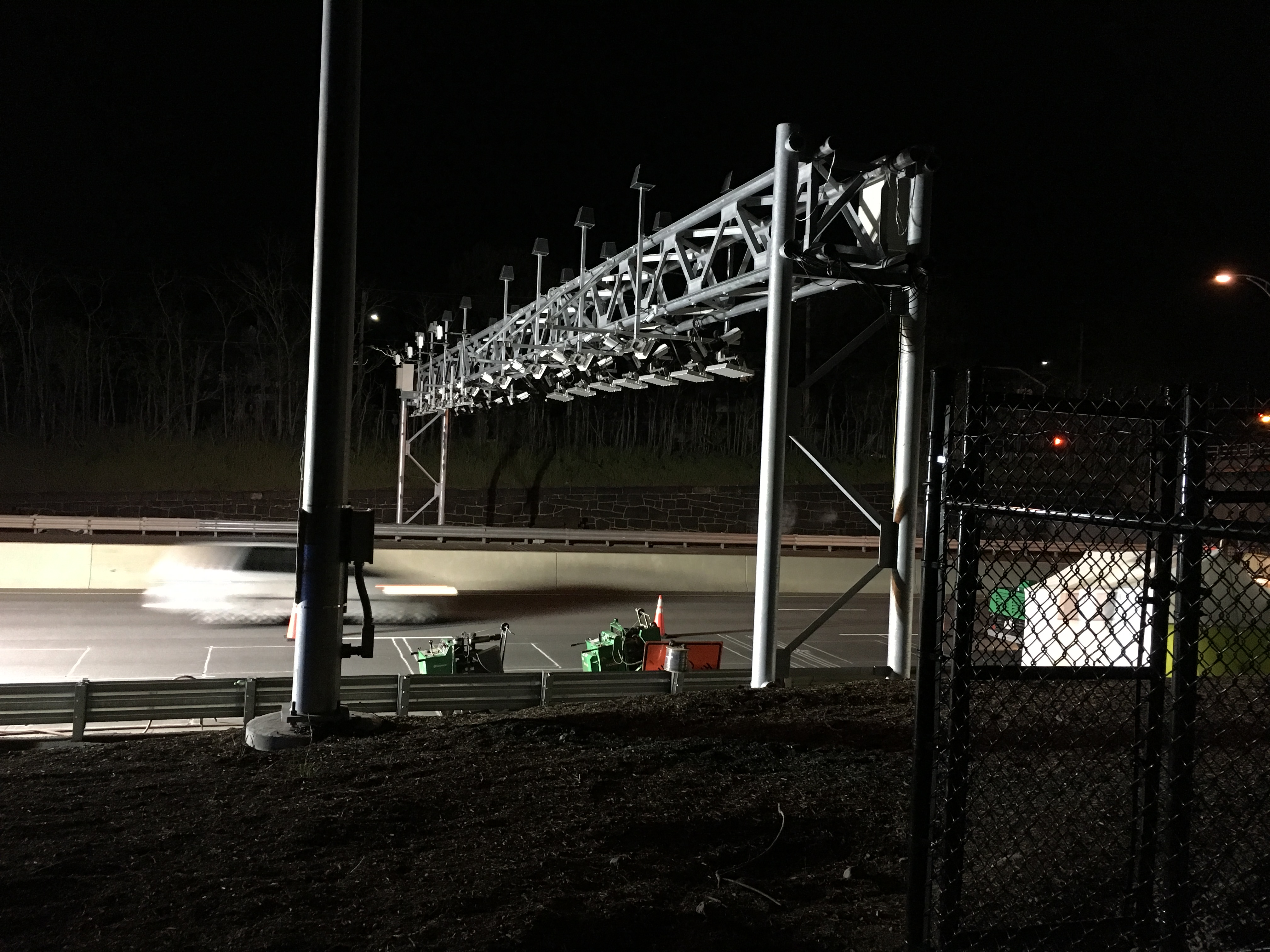
매사추세츠주는 요금소를 뉴턴 (매사추세츠주)의 이 요금 징수 갠트리와 같은 것으로 교체했으며, E-ZPass 트랜스폰더가 없는 차량의 번호판을 촬영하여 소유자에게 청구한다.

### 설립
최초의 E-ZPass 시스템은 1996년 12월 17일에 트리보로교 및 터널 관리국(Triborough Bridge and Tunnel Authority)의 모든 통행료 징수 시설(7개의 교량과 2개의 터널 포함)에 구현되었다. 당시 자동 차량 식별(AVI)로 알려진 것에 대한 가장 초기 테스트는 트리보로교 및 터널 관리국과 뉴욕 뉴저지 항만공사가 수행했다. 그들은 스태튼아일랜드에서 AVI 태그를 테스트하고 통제 수단으로 종이 바우처를 사용했는데, 이는 태그보다 훨씬 정확도가 떨어지는 것으로 입증되었다. 테스트 결과, 두 기관은 해당 지역의 통행료 관리국들을 더 큰 그룹으로 소집하기로 합의했다. 그들의 초기 아이디어는 서로 간섭하지 않는 독립적인 시스템을 개발하는 것이었다. TBTA는 단일 태그를 사용하는 지역 협력 시스템을 제안했으며, 이는 나중에 지역 협력의 기초가 되었다. 미국 연간 30억 달러 규모의 통행료 산업의 3분의 2를 차지하는 뉴욕주, 뉴저지주, 펜실베이니아주의 통행료 관리국들은 미국에서 가장 혼잡한 도로와 통행료 징수소의 혼잡을 줄이기 위해 세 주에서 사용될 수 있는 호환 가능한 전자 통행료 기술을 만들기 위해 국제 교량, 터널 및 통행료 협회(IBTTA) 회의에서 만났다.
1991년, 개발을 위한 기관 간 위원회가 설립되었으며, 7개의 독립 통행료 기관의 참여와 협력이 이루어졌다. 이 기관들은 뉴욕 뉴저지 항만공사, 뉴저지 고속도로 관리국, 뉴저지 고속도로 관리국(당시 가든 스테이트 파크웨이를 운영), 트리보로교 및 터널 관리국), 뉴욕 주 고속도로 관리국, 펜실베이니아 고속도로 위원회, 사우스 저지 교통국(애틀랜틱시티 익스프레스웨이 운영자)이다. 그러나 E-ZPass 상표는 뉴욕 뉴저지 항만공사에 속한다. 항만공사는 자사의 상표를 적극적으로 보호해 왔으며, 로스앤젤레스군 교통국에게 "EZ Pass" 지역 대중교통 패스를 "EZ transit pass"로 이름을 변경하도록 강제하여 권리를 보호했다.
일곱 개의 기관은 1992년에 E-ZPass의 두 가지 가능한 기술을 테스트하기 위한 계획을 세우기 시작했다. 이 기술들은 가든 스테이트 파크웨이와 뉴욕 주 고속도로를 따라 설치될 예정이었다. E-ZPass는 1993년 8월 3일 스프링 밸리 톨 플라자에서 처음으로 개통되었다. 그 후 3년 반 동안 뉴욕주 고속도로 관리국(NYSTA)은 단계적으로 고속도로를 따라 전자 요금 징수 장비를 설치했다. 1996년 12월까지 모든 고속도로의 고정 요금 징수소에 시스템이 구현되었고, 1998년 3월까지는 모든 고속도로의 본선 출구에 E-ZPass가 설치되었다.
뉴욕 시에서 시작하여 끝나는 모든 유료 교량 및 터널을 관리하는 트리보로교 및 터널 관리국은 2017년 19억 달러의 수익을 기록하며 미국에서 가장 큰 통행료 징수 기관이다. 1995년에 E-ZPass 구현을 시작하여 1997년 1월까지 9개의 모든 통행료 시설에서 완료했다. E-ZPass는 TBTA 교차로를 자주 이용하는 운전자들 사이에서 인기를 얻었으며, 1996년 8월까지 하루에 거의 2,000명의 운전자가 E-ZPass에 가입했다. 뉴욕 시와 뉴저지주 사이의 모든 교량 및 터널을 운영하는 뉴욕 뉴저지 항만공사는 1997년 7월 조지 워싱턴 교에 E-ZPass를 구현했으며, 1997년 10월에는 홀랜드 터널과 링컨 터널에 구현했다.
펜실베이니아 고속도로는 1998년까지 E-ZPass를 도입할 계획이었다. 그러나 시스템 구현은 2000년 12월 2일까지 연기되었으며, 이때 E-ZPass는 해리스버그 웨스트와 델라웨어강 다리 사이의 고속도로에서 처음 선보였다. 2001년 12월 15일까지 E-ZPass는 본선 펜실베이니아 고속도로 전체에서 사용할 수 있었다. 상업용 차량은 2002년 12월 14일부터 시스템을 사용할 수 있게 되었으며, 2006년에는 전체 고속도로 시스템에서 E-ZPass를 받게 되었다.
1998년 10월 6일, 자동 통행료 징수 시스템에 대한 미국 특허가 프레드 슬라빈과 랜디 J. 셰이퍼에게 발행되었다.

### 확장
한편, 다른 여러 기관들도 유사한 전자 요금 징수 시설 구축 작업을 시작했다. 이로 인해 다른 네트워크들이 생겨났다.
- 매사추세츠주에서 사용되던 MassPass 시스템은 1998년에 호환 가능한 패스트 레인으로 변경되었고 2012년에 E-ZPass로 브랜드화되었다.
- 일리노이주에서 사용되던 I-Pass 시스템
- 인디애나주에서 사용되던 I-Zoom 시스템은 2012년에 E-ZPass로 브랜드화되었다.
- 버지니아주에서 사용되던 스마트 태그 시스템은 2004년에 E-ZPass와 통합되었다.[44]
- 메인주에서 사용되던 TransPass 시스템은 E-ZPass 시스템으로 교체되었다.
- 메릴랜드주에서 사용되던 M-태그 시스템은 2001년에 E-ZPass에 통합되고 브랜드화되었다.
- 노스캐롤라이나주에서 사용되던 Quick Pass 시스템은 2013년에 E-ZPass 시스템에 부분적으로 통합되었다.[45]
- 플로리다의 E-패스 시스템은 2018년에 부분적으로 통합되었다.[46]
- 플로리다의 선패스 시스템은 2021년에 부분적으로 통합되었다.[47][48]
- 미네소타주의 MnPass 시스템은 2021년 8월에 E-ZPass로 브랜드화되었다.[49]
- 조지아에서 사용되던 피치패스 시스템은 2023년 11월에 E-ZPass와 부분적으로 통합되었다.[50]

원래 이 시스템들은 E-ZPass와 상호 호환되지 않았다. 그러나 대부분이 동일한 기술을 사용하거나(또는 이후 호환 가능한 기술로 전환되었기 때문에) 이들 모두 E-ZPass 네트워크에 통합되었다. 비록 여러 시스템이 여전히 자체 시설에 대한 자체 브랜드 이름을 유지하고 있지만, 해당 시스템 사용자들은 E-ZPass를 사용할 수 있으며 그 반대도 마찬가지이다. 결과적으로 모든 E-ZPass 소지자는 E-ZPass를 제공하는 모든 주에서 트랜스폰더를 사용할 수 있다.
E-ZPass 시스템은 계속 확장되고 있다. 인디애나 유료 도로 양보 회사는 인디애나 동서 유료 도로에 E-ZPass 기능을 포함하도록 유료 플라자를 업그레이드했으며, 오하이오 유료 도로 위원회는 오하이오 유료 도로(I-76, I-80, I-90)를 위해 2009년 10월에 유료 플라자를 업그레이드했다. 2008년 12월 16일, 로드아일랜드주는 주 내 유일한 유료 부스인 클레이본 펠 뉴포트 교에 E-ZPass 차선을 활성화하여 네트워크에 합류했다. 켄터키 교통부는 E-ZPass 시스템보다 앞서 2006년에 종료된 유료 도로 시스템을 보유하고 있었으나, 2015년 7월 말 루이빌 지역의 오하이오강 교량 프로젝트(새로운 아브라함 링컨 교(개조된 케네디 교와 연결됨) 및 루이스 앤 클라크 교 포함)의 자금 조달의 일환으로 E-ZPass 시스템에 합류한다고 발표했다.
2017년 11월 9일, 중앙 플로리다 고속도로 관리국(CFX)은 E-ZPass 그룹에 합류한다고 발표했다. CFX는 2018년 9월 1일부터 유료 도로에서 E-ZPass를 받기 시작했다. 2021년 5월 28일, 플로리다 턴파이크 엔터프라이즈는 선패스 시설에서 E-ZPass를 받기 시작할 것이라고 발표했다. 또한 E-ZPass 시설에서는 선패스 프로 트랜스폰더(이전 선패스 트랜스폰더는 아님)도 받기 시작했다.

### 캐나다
E-ZPass는 일반적으로 캐나다에서는 허용되지 않지만 몇 가지 예외가 존재한다. 2005년까지 온타리오주 포트 에리와 버펄로 (뉴욕주) 사이의 피스 브리지를 건너는 운전자들은 캐나다로 건너기 전에 통행료를 지불했다. 2005년 국경 검문소 업그레이드 후, 운전자들은 캐나다 세관을 통과한 후 피스 브리지의 캐나다 측에서 통행료를 지불하게 되었다. 이것은 미국 외 지역에 설치된 최초의 E-ZPass 통행료 갠트리이다. 통행료는 국제 교량 유지 보수를 담당하는 미·캐나다 양국 기관인 버펄로 포트 에리 공공 교량 관리국으로 귀속된다.
2014년 8월 11일, 루이스턴-퀸스턴 다리, 레인보우 브리지, 월풀 래피즈 브리지에서 E-ZPass가 허용되기 시작했다. 루이스턴-퀸스턴 다리의 통행료는 캐나다 세관을 통과한 후 캐나다에서 지불하는 반면, 다른 두 다리의 통행료는 미국을 떠나기 전에 지불한다. 이 세 다리의 통행료는 나이아가라 폭포 교량 위원회로 귀속된다.
2019년 6월 27일, 사우전드 아일랜즈 브리지의 미국 측과 캐나다 측 모두에서 E-ZPass가 허용되기 시작했다.
이 시설들은 미국 달러와 캐나다 달러 현금을 모두 받지만, E-ZPass는 미국 달러로만 청구된다.

### 네트워크 외부 시스템
E-ZPass ETC 트랜스폰더는 미국 내 모든 유료 도로에서 작동하지 않는다. 현재 E-ZPass 전자 요금 징수 시스템(및 E-ZPass 네트워크에 속한 다른 ETC 시스템)은 캘리포니아의 FasTrak, 캔자스의 K-태그, 오클라호마의 Pikepass, 텍사스의 TxTag, 유타의 Express Pass, 푸에르토리코의 AutoExpreso, Cruise Card 또는 E-ZPass 운영 지역 외의 다른 ETC 시스템과 호환되지 않는다. 2012년에 통과된 MAP-21에 따라, 미국 내 모든 ETC 시설은 2016년 10월 1일까지 어떤 형태의 상호 운용성을 갖추도록 되어 있었지만, 이를 위한 자금은 제공되지 않았으며, 이 기한을 지키지 못한 것에 대한 페널티도 설정되지 않았다. 2018년 09월 기준 현재까지 이는 달성되지 않았다.
2009년, 톨 상호 운용성 동맹(Alliance for Toll Interoperability)은 다른 주에서 E-ZPass가 아닌 차선을 통과하는 차량의 사진을 촬영하기 위해 고속 카메라를 사용하는 옵션을 검토하고 있다고 밝혔다. 비용 절감을 위해 전전자 통행료 징수 시스템으로 전환하는 것을 검토하던 펜실베이니아 고속도로 위원회는 진행 중인 코로나19 범유행으로 인해 2020년에 비E-ZPass 사용자들을 위한 이러한 시스템을 구현했다.

## 변형

### E-ZPass 플러스
주요 신용카드로 계정을 충전하는 E-ZPass 가입자를 위해 뉴욕 뉴저지 항만공사는 E-ZPass 플러스를 통해 세 곳의 항만공사 공항—존 F. 케네디 국제공항, 라과디아 공항, 뉴어크 리버티 국제공항—에서 주차 요금을 지불할 수 있는 E-ZPass 옵션을 제공한다. 이 프로그램은 또한 뉴욕의 올버니에 있는 올버니 국제공항; 시러큐스에 있는 시러큐스 핸콕 국제공항; 그리고 박람회가 진행 중일 때 뉴욕 주 박람회의 주차장에서도 이용할 수 있다. 또한 애틀랜틱시티의 애틀랜틱시티 국제공항, 뉴욕 애비뉴 주차장, 애틀랜틱시티 지상 주차장에서도 이용 가능하다.
주차 요금이 20달러 미만이면 선불 E-ZPass 계정에서 차감된다. 20달러 이상이면 E-ZPass 계정을 충전하는 데 사용된 신용카드로 직접 청구된다. 항만청은 운전자들이 E-ZPass를 이용해 공항 주차 요금을 결제함으로써 평균 15초를 절약한다고 보고했다.
현금 또는 수표로 E-ZPass 계정을 충전하는 가입자는 이 프로그램에 참여할 수 없다. 또한, 2013년 기준 이 서비스는 델라웨어주의 DelDOT, 델라웨어강 합동 유료 교량 위원회, 델라웨어강 및 만 관리국 고객에게만 제공되며; 뉴햄프셔 DOT 고객에게; 메릴랜드주; 뉴저지주와 뉴욕의 PANYNJ, 뉴욕 MTA, 또는 NYS 고속도로 고객에게; 그리고 펜실베이니아 고속도로 위원회 고객에게만 제공된다.

### E-ZPass 플렉스
2012년 후반, 버지니아의 I-495 HOT (고속 통행료) 차선은 E-ZPass Flex 트랜스폰더를 도입했다. E-ZPass Flex 트랜스폰더는 일반 트랜스폰더와 비슷하게 작동하지만, 운전자가 HOV와 통행료 지불 모드를 전환할 수 있도록 한다. 트랜스폰더가 HOV 모드로 전환되면 HOT 차선의 통행료 장비에 의해 읽히지만, 통행료는 부과되지 않는다. E-ZPass Flex는 또한 스위치 위치에 관계없이 E-ZPass가 허용되는 다른 모든 유료 도로에서 표준 E-ZPass처럼 작동한다.
2021년 기준, E-ZPass Flex 장치는 현재 버지니아, 메릴랜드, 미네소타, 그리고 노스캐롤라이나에서만 발행된다. 다음 유료 도로는 HOV 모드에서 E-ZPass Flex를 지원한다.
미네소타:
- 시스템의 모든 유료 시설은 가변 요율 HOV 차선이며 플렉스 트랜스폰더를 사용한다. (HOV 2+는 무료.)

노스캐롤라이나:
- I-77 익스프레스 차선 (HOV 3+는 무료)
- E-ZPass 플렉스 트랜스폰더는 추가 일회성 비용이 발생한다.[70]

버지니아:
- I-495, I-395 및 I-95 익스프레스 차선 (HOV 3+는 무료)
- I-495 순환도로 안팎의 I-66 익스프레스 차선 (HOV 3+는 무료)[71]
- I-64 익스프레스 차선 (HOV 2+는 무료)

2021년 4월까지 뉴욕의 베라자노내로스교는 HOV 모드에서 E-ZPass Flex를 지원했으며, HOV 3+의 경우 통행료가 할인되었다. MTA 교량 및 터널은 스태튼아일랜드 거주자에게만 트랜스폰더를 발행했다. MTA는 뉴욕 트랜스폰더 소지자에게만 할인된 통행료를 제공하므로, 버지니아, 메릴랜드, 노스캐롤라이나 E-ZPass Flex 장치 소지자는 HOV 상태와 관계없이 전체 통행료를 지불해야 했다.

### E-PASS uni
중앙 플로리다 고속도로 관리국은 E-ZPass 및 E-PASS, 선패스, 리웨이, 피치패스, NC 퀵패스, 리버링크, I-PASS, 패스트패스 통행료 시스템과 호환되는 E-PASS 'uni' (원래 E-PASS Xtra)를 제공한다. 이는 E-ZPass 유료 도로뿐만 아니라 플로리다 및 조지아의 모든 유료 도로에서 작동한다. 그러나 위에서 언급된 E-ZPass Flex 기능은 제공하지 않는다.

### 선패스 프로
플로리다의 선패스 시스템은 선패스 프로를 제공하며, E-패스 유니와 동일한 유료 도로 호환성 외에도 캔자스, 오클라호마, 텍사스 일부 지역에서도 허용된다. 이는 축 2개 차량용이다. 3개 이상 축이 있는 차량이 플로리다 외부를 여행할 경우 대신 NC 퀵패스를 구매해야 한다.

## 영향

### 오염 감소 및 건강 개선
미국 경제학 저널: 응용 경제학에 발표된 "교통 혼잡과 영아 건강: E-ZPass로부터의 증거" 연구는 펜실베이니아와 뉴저지 주요 고속도로의 혼잡한 및 혼잡하지 않은 요금소 근처에 거주하는 산모들의 태아 건강 결과를 비교했다. 연구원들은 E-ZPass가 도입되어 차량이 더 효율적으로 이동함으로써 혼잡과 오염이 감소한 지역에 초점을 맞췄다. 이 연구는 E-ZPass 요금소 2km 이내에 거주하는 산모들의 약 30,000건의 출산 건강 결과를 분석하여 결론을 내렸다. 연구원들은 "E-ZPass 도입이 영아 건강에 상당한 개선과 관련이 있음을 시사한다"고 밝혔다. 이 연구의 구체적인 결과는 다음과 같다. 1) E-ZPass가 도입된 지역에서는 영아 조산율이 6.7%에서 9.1% 감소했다. 이는 연구된 표본 중 255건의 조산이 피했을 가능성이 있음을 의미한다. 2) E-ZPass 도입은 저출생 체중 발생률을 8.5%에서 11.3% 감소시키는 것과 관련이 있었다. 이는 275건의 저체중 사례가 피했을 수 있음을 의미한다.

### 주택 가치 상승 및 그에 따른 여론 변화
"교통 개입이 선거 정치에 미치는 영향: E-ZPass로부터의 증거"라는 제목으로 Transportation Economics 연구에 발표된 또 다른 연구는 수동 통행료에서 E-ZPass로 전환한 지역의 주택 가치 변화를, E-ZPass 개입을 받지 않은 유사 지역과 비교했다. 이중 차이 분석이라는 연구 설계를 사용하여 연구자들은 E-ZPass 지역에서 교통량이 실제로 감소했음(일일 통근 시간 평균 약 10% 감소)을 발견했다. 그 결과, E-ZPass 근처 지역은 주택 소유자들에게 더욱 매력적이게 되었고, 이는 통제 지역과 비교하여 주택 가치가 50,185달러 증가하는 것으로 추정되었다. 저자들은 이어서 관련 E-ZPass 지역에서 민주당 득표율이 2.37%포인트 감소했음을 기록하며, 이는 새로 발견된 재산 부로 인한 해당 지역의 과세에 대한 높은 우려 때문이었다고 설문조사 데이터를 근거로 주장한다.

### 프라이버시 문제

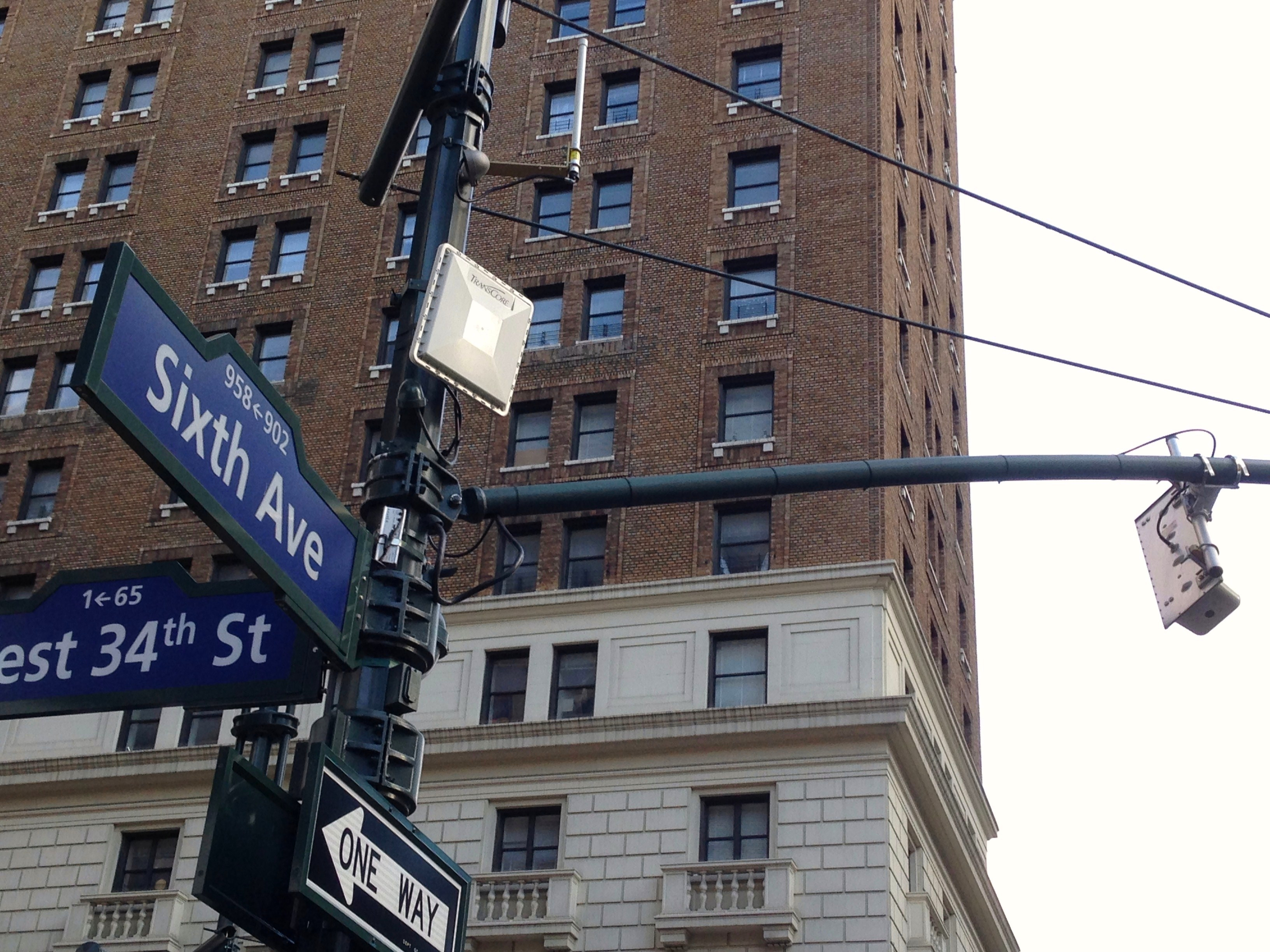
뉴욕 시의 교통 모니터링에 사용되는 기둥에 부착된 RFID E-ZPass 판독기와 안테나 (오른쪽)

시민 자유 및 프라이버시 권리 옹호자들은 E-ZPass를 통해 수집된 위치 데이터가 어떻게 사용되는지에 대해 우려를 표명했다. 2007년 08월 기준 E-ZPass를 사용하는 여러 주에서는 이혼 및 기타 비범죄 사건을 포함한 민사 사건의 법원 명령에 따라 전자 통행료 정보를 제공해 왔다.
위치 데이터는 요금 징수 지점 외의 위치에 있는 안테나에서도 수집된다. 예를 들어, 뉴욕 주 교통부(NYSDOT)는 트랜스폰더 정보를 수집하여 일반 목적지 간의 실시간 이동 시간 추정치를 제공한다. 차량이 첫 번째 표지판 아래를 지나는 시간에서 현재 시간을 빼서, 표지판과 앞의 목적지 지점 간의 예상 이동 시간을 표지판에 표시할 수 있다. 이 정보는 또한 유지 보수 관련 차선 폐쇄를 위한 최적의 시간과 기타 교통 관리 목적으로 사용된다. NYSDOT에 따르면, 개별 태그 정보는 암호화되며, 차량이 마지막 판독기를 지나는 즉시 삭제되며 부서에 제공되지 않는다.

## 계좌 및 기관
IAG 내에서 각 회원 기관은 자체 청구 및 고객 서비스 센터를 운영하며, 자체적으로 수수료 및 할인 구조를 설정한다. 기관들은 또한 자체 고객 계정 정책을 설정한다. 변동 영역에는 태그에 대한 환불 가능한 보증금 또는 환불 불가능한 요금, 정기 유지 보수 수수료, 종이 명세서 수수료, 낮은 계정 한도 및 충전 금액이 포함된다. E-ZPass는 일반적으로 직불 계정으로 제공된다. 즉, 통행료는 사용자가 선불한 금액에서 공제된다. 사용자는 계정 잔액이 부족할 때 선불 금액이 자동으로 입금되도록 선택하거나, 기관에 따라 전화 또는 통행료 관리국의 웹 포털을 통해 수동으로 선불할 수 있다. 상업 계정의 경우, 일부 기관은 보증금이 있는 후불 플랜을 허용한다(이는 효과적으로 다른 충전 정책을 가진 선불 계정으로 간주된다).

## 주별 요금 및 할인

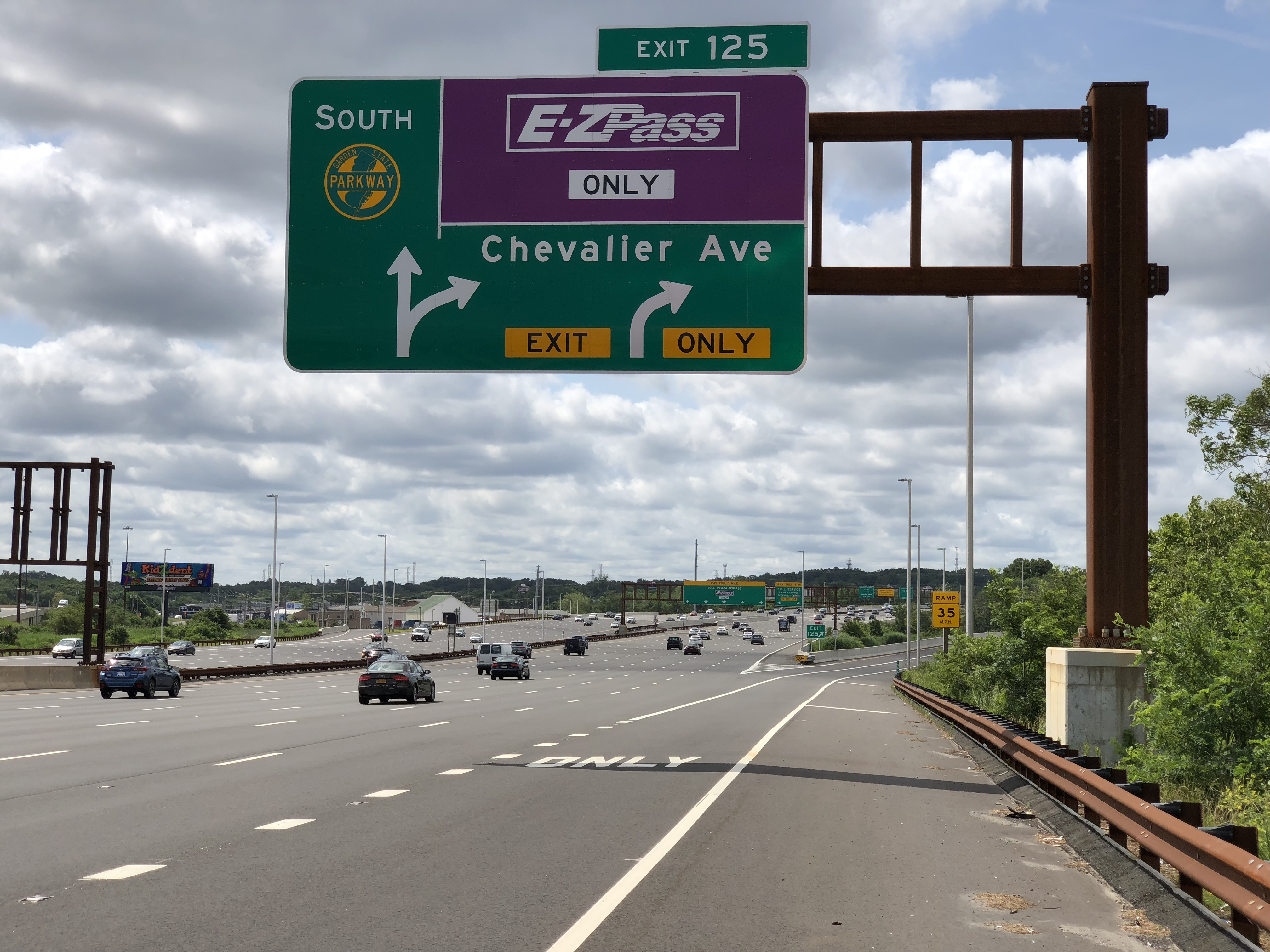
뉴저지주 세이르빌의 가든 스테이트 파크웨이에 있는 이 출구와 같이 일부 고속도로 출구는 E-ZPass 사용자 전용으로 지정되어 있다.

몇몇 기관들은 가입자들에게 정기적인 계정 유지 수수료를 부과한다. 뉴저지주가 E-ZPass 시스템으로 손실을 보기 시작하자, 2002년 7월 15일에 월 1달러의 계정 수수료가 부과되었고, 이는 개인 및 기업 계정 모두에 여전히 적용된다. 뉴욕 뉴저지 항만공사도 개인 계정에 월 1달러의 수수료를 부과한다. 2009년 7월 1일, 메릴랜드 교통국은 계정 소지자에게 월 1.50달러의 수수료를 부과하기 시작했는데, 이는 2015년 7월 1일 기준 비거주자에게만 적용되며, 지난달에 메릴랜드 E-ZPass 통행료가 세 번 발생한 경우에는 면제된다.
뉴욕 시의 트리보로교 및 터널 관리국 (TBTA)은 한때 2005년 7월 1일부터 월별 계좌 수수료를 부과했는데, 이는 행정 비용을 충당하기 위한 것이라고 주장했다. 그러나 2005년과 2006년 뉴욕주 의회 법안 A06859A와 2006년 상원 법안 S6331은 그러한 수수료가 낮은 통행료로 교통 흐름을 빠르게 하는 효율성을 위협한다고 간주하여 이를 금지하려고 했다. 뉴욕 주법이 월별 계좌 수수료를 금지하기 시작하자, TBTA는 2006년 6월 1일에 이를 철회했으며, 뉴저지 및 항만 당국이 여전히 부과하는 월별 수수료를 피하고 뉴욕 계좌를 개설하려는 특히 뉴저지 주민들은 E-ZPass 뉴욕 서비스 센터에서 TBTA 또는 뉴욕 주 고속도로 계좌를 신청해야 했다.
여러 기관은 E-ZPass 고객에게 할인 통행료를 제공한다. 세부 사항은 매우 다양하며, 모든 E-ZPass 사용자에게 일반 할인, 비수기 시간대에 대한 가변 가격 할인, 최소 사용 수준이 있는 통근 플랜, 일정 기간 동안 무제한 사용을 제공하는 정액 요금제, 카풀 플랜(다인승 차량용), 특정 유료 시설 근처에 거주하는 주민들을 위한 주민 플랜 등이 포함될 수 있다. 이러한 플랜 중 다수는 해당 유료 시설을 소유한 기관에서 태그를 발급받은 고객에게만 제공된다(상호 호환성은 태그 수용에는 적용되지만, 할인에는 적용되지 않는다). 북동부의 8개 기관(메인, 매사추세츠 고속도로, 뉴햄프셔 고속도로, 로드아일랜드, 뉴욕 TBTA, 뉴욕 주 고속도로, 뉴저지 고속도로, DelDOT 및 메릴랜드)는 일반 할인을 해당 태그 소지자에게만 제한한다. 델라웨어 기념 교량은 한때 할인 플랜을 뉴저지 태그에만 제한했으나, 요금소는 델라웨어에 위치해 있음에도 불구하고, 2019년 5월 현재 모든 뉴저지 및 델라웨어 DOT 발행 E-ZPass 승용차 계정은 이 교량 시설에서 25센트 할인을 받는다.
일부 기관은 새로운 트랜스폰더당 10달러에서 30달러 사이의 일회성 요금을 부과하며, 여기에는 델라웨어 교통부, 뉴햄프셔 교통부, 메인 턴파이크 관리국이 포함된다. 적어도 두 기관, 즉 델라웨어 강 및 만 관리국과 메릴랜드 교통국은 한때 여러 요금을 부과했다. 2007년 7월 17일자 보도 자료에서 DRBA는 다음과 같이 밝혔다: "2008년 1월 1일부터 모든 DRBA E-ZPass 계정 소지자에게는 월 1.50달러의 계정 관리 수수료가 부과됩니다. 트랜스폰더 비용도 새로운 트랜스폰더당 E-ZPass 고객에게 부과됩니다." E-ZPass 뉴욕은 기업 계정과 관련하여 각 태그당 월 50센트의 수수료를 부과한다. DRBA는 이후 서비스 센터를 뉴저지의 E-ZPass 서비스 센터와 통합했다. 2015년 7월 1일, 래리 호건 주지사가 내놓은 계획에 따라 메릴랜드의 월별 수수료가 폐지되었으며(메릴랜드 주소가 없는 계정은 예외, 지난 명세서 기간 동안 메릴랜드 유료 시설을 최소 3회 사용한 경우는 제외) 일부 통행료율, 특히 메릴랜드 발행 E-ZPass 태그에 대한 통행료율도 인하되었다.
E-ZPass 사용자는 자신의 거주 주(또는 통행료가 없는 주일 경우 가장 가까운 주)에 있는 기관에 계정을 유지할 필요가 없다. 가입자는 거주지와 관계없이 IAG 회원이라면 어느 기관에서든 E-ZPass 계정을 개설할 수 있다. 이는 사용자가 부과되는 수수료를 기준으로 기관을 선택할 수 있음을 의미하며, 효과적으로 트랜스폰더 및 계정 유지 수수료를 피할 수 있도록 한다.

## 사용 가능한 장소 목록

### 기관 목록

보라색으로 표시된 주에는 E-ZPass를 받는 유료 시설이 최소 한 곳 이상 있다.

웹사이트에 따르면, E-ZPass 인터에이전시 그룹은 2024년 기준 20개 주의 기관을 포함한다.
- 버펄로 포트 에리 공공 교량 관리국 (뉴욕/온타리오)
- 벌링턴군 교량 위원회 (뉴저지/펜실베이니아)
- 케이프 메이 카운티 교량 위원회 (뉴저지)
- 중앙 플로리다 고속도로 관리국
- 클라인 애비뉴 브리지 (인디애나)
- 델라웨어 교통부
- 델라웨어 강 및 만 관리국 (델라웨어/뉴저지)
- 델라웨어 강 합동 유료 교량 위원회 (뉴저지/펜실베이니아)
- 델라웨어 강 항만 관리국 (뉴저지/펜실베이니아)
- 플로리다 턴파이크 엔터프라이즈
- 일리노이 주 유료 고속도로 관리국
- 인디애나 유료 도로 양보 회사
- 케인군 교통부 (일리노이)
- 켄터키 공공 교통 인프라 관리국 (오하이오강 교량 프로젝트도 참조)
- 메인 턴파이크 관리국
- 메릴랜드 교통국
- 매사추세츠 교통국
- 메트로폴리탄 트랜스포테이션 오소리티 (뉴욕)
- 미네소타 교통부
- 뉴햄프셔 교통부
- 뉴저지 고속도로 관리국
- 뉴욕 주 교량 관리국
- 뉴욕 주 고속도로 관리국
- 나이아가라 폭포 교량 위원회 (뉴욕/온타리오)
- 노스캐롤라이나 턴파이크 관리국
- 오하이오 고속도로 및 인프라 위원회
- 펜실베이니아 고속도로 위원회
- 뉴욕 뉴저지 항만공사 (뉴저지/뉴욕)
- 로드아일랜드 고속도로 및 교량 관리국
- 스카이웨이 컨세션즈 컴퍼니 (일리노이)
- 사우스 저지 교통국 (뉴저지)
- 주 도로 및 통행료 관리국 (조지아)
- 사우전드 아일랜즈 브리지 관리국 (뉴욕)
- 유나이티드 브리지 파트너스 - 베이 시티, 미시간주
- 버지니아 교통부
- 웨스트버지니아 파크웨이 관리국

각 E-ZPass 주에서는 자체 E-ZPass 서비스 센터를 운영한다. NJ E-ZPass는 벌링턴 카운티 교량 위원회, 델라웨어 강 및 만 관리국, 델라웨어 강 합동 유료 교량 위원회, 델라웨어 강 항만 관리국의 계정을 관리한다. E-ZPass 뉴욕 서비스 센터는 버펄로 포트 에리 공공 교량 관리국, 나이아가라 폭포 교량 위원회, 뉴욕 뉴저지 항만공사, 뉴욕 주 고속도로 관리국의 계정을 운영한다. 버지니아 교통부는 버지니아의 E-ZPass 인터에이전시 그룹의 유일한 회원 기관이지만, 버지니아의 모든 E-ZPass 시설이 VDOT에서 운영되는 것은 아니다.

### 도로, 교량, 터널 및 공항 목록
다음 유료 도로, 교량, 터널, 공항 및 주차 시설은 E-ZPass를 받는다. 관할 구역 간 교차로는 통행료 징수 지점이 위치한 주에 나열되거나 (국제 국경 교차로의 경우) 연결된다.

#### 델라웨어
- 델라웨어 메모리얼 브리지/주간고속도로 제295호선 및 미국 국도 제40호선
- 델라웨어 고속도로/주간고속도로 제95호선
- 델라웨어 주도 제1호선
- 미국 국도 제301호선

#### 플로리다
2018년부터 2021년까지 E-ZPass는 중앙 플로리다 고속도로 관리국(Central Florida Expressway Authority)의 125마일 유료 도로 네트워크에서만 사용할 수 있었다. 2021년 이후 플로리다 주 전체에서 E-ZPass를 받기 시작했다.

- 앨리게이터 앨리
- 밥 사이크스 브리지
- 브로드 코즈웨이
- 케이프 코럴 브리지
- 카드 사운드 브리지
- 플로리다 턴파이크
- 퍼스트 코스트 (SR 23)
- 공항 고속도로
- 플로리다 주도 제408호선
- 플로리다 주도 제414호선
- 플로리다 주도 제417호선
- 플로리다 주도 제429호선
- 플로리다 주도 제451호선
- 플로리다 주도 제453호선
- 플로리다 주도 제528호선 (비치라인 고속도로)
- 포인시아나 파크웨이
- 폴크 파크웨이
- 선코스트 파크웨이
- 돌핀 고속도로
- 돈 슐라 고속도로
- 스내퍼 크리크 고속도로
- 그라티니 파크웨이
- 가르콘 포인트 브리지
- 홈스테드 연장 도로
- I-4/셀몬 고속도로 연결 도로
- I-4 익스프레스 차선
- I-75 익스프레스 차선
- I-95 익스프레스 차선
- I-595 익스프레스 차선
- 리 로이 셀몬 고속도로
- 미드-베이 브리지
- 미드포인트 메모리얼 브리지
- 오차드 폰드 파크웨이
- 오세올라 파크웨이
- 피넬라스 베이웨이
- 리켄베이커 코즈웨이
- 새니벨 코즈웨이
- 소그래스 고속도로
- 선샤인 스카이웨이 브리지
- 베네치아 코즈웨이
- 베테랑스 고속도로

#### 조지아
- 애틀랜타 지역의 피치 패스 익스프레스 차선.[111]

#### 일리노이
- 시카고 스카이웨이/주간고속도로 제90호선 (I-Pass 시스템과는 별개)
- 엘진-오헤어 톨웨이/일리노이 주도 제390호선
- 제인 애덤스 기념 고속도로/주간고속도로 제39호선, 주간고속도로 제90호선, 미국 국도 제51호선
- 로널드 레이건 기념 고속도로/주간고속도로 제88호선
- 시카고-캔자스시티 고속도로/일리노이 주도 제110호선
- 트리-스테이트 톨웨이/주간고속도로 제80호선, 주간고속도로 제94호선, 주간고속도로 제294호선
- 베테랑스 메모리얼 톨웨이/주간고속도로 제355호선

#### 인디애나
- 인디애나 유료 도로/주간고속도로 제80호선, 주간고속도로 제90호선
- 루이스 앤 클라크 교/주간고속도로 제265호선 및 켄터키 주도 제841호선
- 클라인 애비뉴 브리지/인디애나 주도 제912호선[112][113]

#### 켄터키
- 링컨 & 케네디 교량/주간고속도로 제65호선
- 루이스 앤 클라크 교/주간고속도로 제265호선 및 켄터키 주도 제841호선

#### 메인
- 메인 턴파이크/주간고속도로 제95호선

#### 메릴랜드
- 볼티모어 항만 터널/주간고속도로 제895호선
- 맥헨리 요새 터널/주간고속도로 제95호선
- 프랜시스 스콧 키 브리지/주간고속도로 제695호선
  - 교량 붕괴로 2024년 3월 현재 통행 불가
- 메릴랜드 주도 제200호선 (인터카운티 커넥터)
- 존 F. 케네디 기념 고속도로/주간고속도로 제95호선
- 윌리엄 프레스턴 레인 주니어 기념 교량 (일명 체서피크만 교량)/미국 국도 제50호선 및 미국 국도 제301호선
- 해리 W. 나이스 주지사 기념 교량/미국 국도 제301호선
- 토마스 J. 헤이텀 기념 교량/미국 국도 제40호선
  - 2016년부터 주말 및 주 공휴일에는 자전거 통행이 조건부로 허용된다.[114]

#### 매사추세츠
- 캘러핸 터널/매사추세츠 주도 제1A호선
- 매사추세츠 고속도로/주간고속도로 제90호선
- 경로 128역 주차장
- 섬너 터널/매사추세츠 주도 제1A호선
- 테드 윌리엄스 터널/주간고속도로 제90호선
- 토빈 브리지/미국 국도 제1호선

#### 미시간
- 리버티 브리지 (베이 시티, 미시간주)[115]
- 인디펜던스 브리지 (출시 예정)
- 앰배서더 다리 (출시 예정)

#### 미네소타
- 주간고속도로 제394호선/미국 국도 제12호선 (HOT 차선)
- 주간고속도로 제35W호선 (HOT 차선)
- 주간고속도로 제35E호선 (HOT 차선)

#### 뉴햄프셔
- 에버렛 턴파이크/미국 국도 제3호선, 주간고속도로 제293호선, 뉴햄프셔 주도 제3A호선, 주간고속도로 제93호선
- 뉴햄프셔 턴파이크 (블루 스타 턴파이크)/주간고속도로 제95호선
- 스폴딩 턴파이크/뉴햄프셔 주도 제16호선

#### 뉴저지
- 애틀랜틱 애비뉴 주차장, 애틀랜틱시티
- 애틀랜틱시티 익스프레스웨이
- 애틀랜틱시티 국제공항
- 벤자민 프랭클린 브리지/주간고속도로 제676호선 및 미국 국도 제30호선
- 벳시 로스 브리지/뉴저지 주도 제90호선
- 벌링턴-브리스톨 브리지/뉴저지 주도 제413호선 및 펜실베이니아 주도 제413호선
- 코모도어 배리 브리지/미국 국도 제322호선
- 이스턴–필립스버그 톨 브리지/미국 국도 제22호선
- 가든 스테이트 파크웨이
- 조지 워싱턴 교/주간고속도로 제95호선
- 홀랜드 터널/주간고속도로 제78호선
- 링컨 터널/뉴저지 주도 제495호선, 뉴욕 주도 제495호선
- 뉴저지 고속도로/주간고속도로 제95호선 및 주간고속도로 제78호선
- 뉴욕 애비뉴 차고, 애틀랜틱시티
- 뉴어크 리버티 국제공항
- 오션 드라이브[116]
- 태코니–팜리라 브리지/뉴저지 주도 제73호선 및 펜실베이니아 주도 제73호선

#### 뉴욕
- 올버니 국제공항
- 애틀랜틱 비치 브리지/뉴욕 주도 제878호선[117]
- 베이온느 브리지/뉴저지 주도 제440호선 및 뉴욕 주도 제440호선
- 베어마운틴교/미국 국도 제6호선 및 미국 국도 제202호선
- 브롱크스–화이트스톤 브리지/주간고속도로 제678호선
- 브루클린-배터리 터널/주간고속도로 제478호선
- 크로스 베이 베테랑스 메모리얼 브리지
- 괴탈스 브리지/주간고속도로 제278호선
- 헨리 허드슨 브리지/헨리 허드슨 파크웨이 및 뉴욕 주도 제9A호선
- 뉴욕 주, 미국 및 온타리오, 캐나다 간 국제 교량[118]
  - 피스 브리지
  - 루이스턴-퀸스턴 다리
  - 레인보우 브리지 (나이아가라 폭포)
  - 월풀 래피즈 브리지 (NEXUS 전용)
  - 사우전드 아일랜즈 브리지 (뉴욕/온타리오)
- 존 F. 케네디 국제공항
- 킹스턴–라인클리프 브리지/뉴욕 주도 제199호선
- 라과디아 공항
- 마린 파크웨이–길 호지스 메모리얼 브리지
- 미드-허드슨 브리지/미국 국도 제44호선 및 뉴욕 주도 제55호선
- 뉴잉글랜드 고속도로/주간고속도로 제95호선
- 뉴버그–비콘 브리지/주간고속도로 제84호선 및 뉴욕 주도 제52호선
- 뉴욕 시 혼잡 구간[119]
- 뉴욕 주 고속도로/주간고속도로 제87호선, 주간고속도로 제287호선, 주간고속도로 제90호선
- 아우터브리지 크로싱/뉴저지 주도 제440호선 및 뉴욕 주도 제440호선
- 퀸즈–미드타운 터널/주간고속도로 제495호선
- 립 반 윙클 브리지/뉴욕 주도 제23호선
- 노스 그랜드 아일랜드 브리지/주간고속도로 제190호선
- 사우스 그랜드 아일랜드 브리지/주간고속도로 제190호선
- 시러큐스 핸콕 국제공항
- 태판지 브리지/주간고속도로 제87호선 및 주간고속도로 제287호선
- 스로그스 넥 브리지/주간고속도로 제295호선
- 로버트 F. 케네디 (트리보로) 브리지/주간고속도로 제278호선
- 베라자노내로스교/주간고속도로 제278호선

#### 노스캐롤라이나
- 주간고속도로 제77호선의 I-77 익스프레스 (HOT 차선)
- 먼로 익스프레스웨이/미국 국도 제74호선 바이패스
- 트라이앵글 익스프레스웨이/노스캐롤라이나 주도 제540호선 및 노스캐롤라이나 주도 제885호선

#### 오하이오
- 메모리얼 브리지
- 오하이오 턴파이크 (주간고속도로 제76호선, 주간고속도로 제80호선, 주간고속도로 제90호선 구간)

#### 펜실베이니아
- 아모스 K. 허친슨 바이패스/PA 턴파이크 66
- 델라웨어 강–턴파이크 유료 교량/주간고속도로 제95호선
- 델라웨어 워터 갭 유료 교량/주간고속도로 제80호선
- 주간고속도로 제78호선 유료 교량/주간고속도로 제78호선
- 제임스 E. 로스 고속도로/주간고속도로 제376호선
- 밀포드–몬태규 유료 교량/미국 국도 제206호선
- 몬–페이엣 익스프레스웨이/PA 턴파이크 43
- 뉴 호프–램버트빌 유료 교량/미국 국도 제202호선
- 펜실베이니아 고속도로/주간고속도로 제76호선, 주간고속도로 제70호선, 주간고속도로 제276호선, 주간고속도로 제476호선, 주간고속도로 제95호선
- 피츠버그 국제공항[120]
- 포틀랜드–컬럼비아 톨 브리지
- 스커더 폴스 브리지/주간고속도로 제295호선
- 서던 벨트웨이/PA 턴파이크 576
- 트렌턴–모리스빌 톨 브리지/미국 국도 제1호선
- 월트 휘트먼 브리지/주간고속도로 제76호선

#### 로드아일랜드
- 펠 브리지/로드아일랜드 주도 제138호선
- 주 전체 트럭 전용 통행료 프로그램 (2018년 시행; 법원 명령에 따라 2022년 중단)[121]

#### 버지니아
- 불러버드 브리지/버지니아 주도 제161호선
- 덜레스 유료 도로/버지니아 주도 제267호선
- 덜레스 그린웨이/버지니아 주도 제267호선
- 495 익스프레스 레인스/주간고속도로 제495호선 (HOT 차선)
- 395 익스프레스 레인스/주간고속도로 제395호선 (HOT 차선)
- 파우하이트 파크웨이/버지니아 주도 제76호선
- 다운타운 익스프레스웨이/버지니아 주도 제195호선
- 조지 P. 콜먼 기념 교량/미국 국도 제17호선
- 체서피크 익스프레스웨이/버지니아 주도 제168호선
- 체서피크 베이 브리지-터널/미국 국도 제13호선
- 포카혼타스 파크웨이/버지니아 주도 제895호선
- 사우스 노퍽 조던 브리지/버지니아 주도 제337호선
- 다운타운 터널/주간고속도로 제264호선
- 미드타운 터널/미국 국도 제58호선
- 95 익스프레스 레인스 주간고속도로 제95호선 (HOT 차선)
- 도미니언 불러버드 베테랑스 브리지/미국 국도 제17호선
- 주간고속도로 제66호선 (순환도로 내부)
- 주간고속도로 제66호선 (순환도로 외부) (HOT 차선)
- 64 익스프레스 레인스 주간고속도로 제64호선 (HOT 차선)

#### 웨스트버지니아
- 메모리얼 브리지
- 웨스트버지니아 턴파이크/주간고속도로 제64호선, 주간고속도로 제77호선

### 교통 혼잡 요금제
뉴욕 교통 혼잡 요금제는 2025년 1월 5일에 시작되었다. 통행료는 맨해튼의 60번가 남쪽에 위치한 중심 업무 지구 지역인 혼잡 완화 구역을 이용하는 대부분의 자동차 교통량에서 전자적으로 징수된다. 통행료는 시간대와 차량 종류에 따라 다르며 – E-ZPass 통행료 트랜스폰더가 없는 차량은 약 50% 더 많은 요금을 부과받는다. 해당 구역은 MTA 교량 및 터널에서 운영한다.

### 주차
E-ZPass 플러스 프로그램의 일부는 아니지만, E-ZPass 사용자들은 피츠버그 국제공항에서 주차 요금을 지불할 수도 있다. E-ZPass 트랜스폰더는 식별용으로만 사용된다. E-ZPass를 사용하는 서던 벨트웨이는 공항에 서쪽 종점을 둔다.
뉴욕 주 박람회는 2007년에 처음으로 두 개의 주차장에서 E-ZPass 플러스를 결제 옵션으로 제공했으며, 이후 시즌에도 이 서비스를 제공했다. 이 서비스는 뉴욕 주 고속도로 관리국(NYSTA)에서 관리했으며, 운전자들의 E-ZPass 계정에는 현금 고객과 동일한 5달러의 주차 요금이 청구되었다. 다른 E-ZPass 플러스 구현과 달리, 주 박람회 시스템은 주차장 입구에서 운전자에게 요금을 부과했다. E-ZPass 플러스를 선택한 운전자는 전용 "E-ZPass 플러스 전용" 차선을 사용했다. 주차장은 주 박람회 12일 동안만 주차 요금을 부과했기 때문에, 모바일 자가 독립형 E-ZPass 장치가 차량을 처리하는 데 사용되었다. 이 장치는 E-ZPass 안테나용 접이식 갠트리가 있는 트레일러에 장착되었으며, 셀룰러 무선 연결을 사용하여 NYSTA 백오피스 시스템으로 거래를 전송했고, 태양광 패널로 충전되는 배터리로 전원이 공급되었으며, 백업용 발전기가 있었다. 이 서비스는 여전히 존재한다 (E-ZPass 웹사이트에 주 박람회가 Plus 프로그램의 일부로 나열되어 있기 때문).
E-ZPass는 매사추세츠주 웨스트우드의 경로 128역 주차 요금을 지불하는 데 사용될 수 있다. 이는 매사추세츠 고객에게만 제공된다. E-ZPass는 또한 뉴욕 시의 존 F. 케네디 국제공항과 라과디아 공항은 물론 뉴어크 리버티 국제공항에서도 주차 요금을 지불하는 데 사용될 수 있다.

### 드라이브스루 소매점
E-ZPass는 한때 롱아일랜드, 뉴욕주의 일부 맥도날드 레스토랑에서 더 이상 사용되지 않는 프로그램으로 테스트되었는데, 드라이브스루 고객들이 E-ZPass 계정을 사용하여 결제할 수 있는 옵션을 제공하여 카드 없는 결제 플랫폼을 테스트했다. 2013년 후반, 웬디스는 E-ZPass와 호환되는 드라이브스루라는 유사한 시스템을 시작했으며, 스태튼아일랜드에 있는 웬디스 5개 지점에서 테스트를 거쳤다. 2018년에는 스타트업 베르데바(Verdeva)와 1년짜리 시범 프로젝트가 발표되었는데, E-ZPass 시스템으로 설정된 별도의 계정을 통해 드라이브스루 및 주유소 결제를 테스트할 예정이었다.
2021년 12월, 페이바이카(PayByCar)는 보스턴 지역의 27개 올타운 주유소에서 E-ZPass(또는 자체 RFID 스티커)를 받을 시범 프로그램을 시작했다.

### 비거래적 교통 모니터링
E-ZPass 트랜스폰더는 교통 모니터링에도 사용된다. 도로 위 다양한 간격으로 트랜스폰더-판독기가 설치되어 있으며, 특정 태그가 각 간격 사이를 이동하는 데 걸리는 시간은 해당 지점 간의 교통 속도에 대한 정보를 제공한다. 이 통행 시간 정보는 종종 도로의 전자 표지판을 통해 운전자에게 전달되거나, 교통정보 기관이 라디오 및 텔레비전 교통 정보의 일부로 이 정보를 사용한다. 개별 태그 데이터는 일부 출처에서 제안했듯이 과속 위반 목적을 위해 수집되거나 사용되지 않는다.

## E-ZPass 주 및 주에서 E-ZPass를 받지 않는 유료 시설
E-ZPass 지역에 속한 주에 있음에도 불구하고 E-ZPass 네트워크의 일부가 아닌 많은 유료 시설, 주로 독립적인 당국이 운영하는 교량이 있다. 의회가 연방 고속도로에 대한 전국적인 전자 통행료 징수 시스템을 추진함에 따라, E-ZPass 관계자들은 전자 통행료를 사용하는 다른 주들과 "공통적인 사업 방식"을 찾기 위해 논의 중이다. 그러나 의회 법안에는 그러한 시스템 구현을 준수하지 못한 기관 및 주에 대한 어떠한 처벌도 포함되어 있지 않았다. 2021년 기준, 대부분의 플로리다 및 미네소타 유료 시설이 E-ZPass와 호환 가능하게 되었다. 조지아 유료 도로는 2022년까지 호환 가능하도록 진행 중이었다. 텍사스, 오클라호마, 캔자스, 캘리포니아, 워싱턴과 같은 다른 주들은 가까운 시일 내에 E-ZPass와 호환될 예정이 아니었다.

### 시설 목록
- 앤더슨 페리 (오하이오/켄터키)
- 어거스타 페리 (오하이오/켄터키)
- 케이프 메이–루이스 페리 (델라웨어/뉴저지)
- 다운비치 익스프레스 (뉴저지)
- 딩맨스 페리 브리지 (뉴저지/펜실베이니아)
- 포트 프랜시스–인터내셔널 폴스 국제 교량 (미네소타/온타리오) - 캐나다 방향 차량이 미국 측에서 교량을 건너기 전에 현금으로 지불하는 통행료 부스
- 포트 매디슨 톨 브리지 (일리노이/아이오와)
- 가스파릴라 브리지 (플로리다)
- 그린스프링 로우 워터 톨 브리지 (웨스트버지니아/메릴랜드)
- 해먹 듄스 브리지 (플로리다)
- 고속도로 제407호선 (온타리오) - 자체 트랜스폰더 기반 시스템 사용
- 모지우드 로드 (레이크 하모니, 펜실베이니아) – 커뮤니티 진입 시 통행료 지불. 펜실베이니아 주도 제940호선에서 펜실베이니아 주도 제903호선으로 레이크 하모니로 가는 지름길 제공
- 오그덴스버그-프레스콧 국제 교량 (뉴욕/온타리오) - CBP 통제 지점을 통과한 후 미국 측에 있는 통행료 부스
- 시웨이 국제 교량 (뉴욕/온타리오) - 캐나다에서 미국으로 들어오는 차량과 캐나다에서 미국으로 가는 차량을 위한 통행료 부스가 캐나다에 있다.
- 세인트 프랜시스빌 브리지 – 옛 와바시 캐논볼 철도 (일리노이-인디애나)[136]
- 웨인 식스 톨 브리지 (웨스트버지니아/오하이오) – 개인 소유

미시간주에서는 앰배서더 다리, 디트로이트-윈저 터널, 블루워터브리지, 매키노 브리지, 국제 교량, 그로스 아일 톨 브리지는 E-ZPass를 사용하지 않는다.

## 같이 보기
- 드라이브와이즈 – 참여 주 고속도로 지점에서 상업용 차량의 계량소 우회
- 전자 요금 징수 시스템 목록
- 유료 교량 목록
- 유료 도로 목록
- 노패스 – 계량소 우회, E-ZPass의 파트너
- 프리패스 – 계량소 우회, 참여 주 고속도로 지점에서 상업용 차량